# Тулебаев, Райс Кажкенович
Райс Кажкенович Тулебаев (каз. Райс Қажыкенұлы Төлебаев; 17 января 1941; Чарск, Семипалатинская область, Казахская ССР, СССР) — советский и казахский учёный-отоларинголог, доктор медицинских наук (1993), профессор (1994), академик НАН РК (2003), академик Академии медицинских наук Казахстана.
Заслуженный деятель Казахстана (2002), действительный член ряда международных академий наук. Отличник здравоохранения СССР (1983) и Республики Казахстан (1997).

## Биография
Родился 17 января 1941 года на станции Чарск Семипалатинской (ныне Восточно-Казахстанской) области в семье служащих.
В 1958 году поступил на лечебный факультет Семипалатинского государственного медицинского института и окончил его в 1964 году по специальности «лечебное дело».
Трудовую деятельность начал на селе, в условиях центральной районной больницы Курдайского районного медицинского объединения Жамбылской области.
В 1965 году прошёл первичную полугодовую специализацию по оториноларингологии в Алма-Атинском государственном институте усовершенствования врачей и работал ЛОР врачом в районе.
В 1967 году поступил в очную аспирантуру на кафедру болезней уха, горла и носа Алма-Атинского государственного медицинского института.
С 1970 по 1975 год — младший, старший научный сотрудник НИИ краевой патологии Министерства здравоохранения Казахской ССР
В 1972 году защитил кандидатскую диссертацию, тема диссертаций: «Состояние верхних дыхательных путей и сенсибилизация к табаку у работников табачного производства»;
В 1975 году назначен переводом Начальником отдела науки в центральный аппарат Министерства здравоохранения Казахской ССР.
С 1977 по 1982 год — руководитель отоларингологической группы НИИ гигиены труда и профессиональных заболеваний КазССР.
В 1982 году назначен переводом в центральный аппарат Минздрава Казахской ССР и назначен Главным специалистом управления науки.
С 1986 по 1991 год — директор Усть-Каменогорского филиала НИИ гиены труда и профессиональных заболеваний и одновременно с 1990 по 1992 год руководил корпорацией «КРАМДС-Денсаулык».
С 1992 по 1993 год — член коллегии, заведующим отделами медицинских, биологических, химических и сельскохозяйственных наук Высшей Аттестационной Комиссии (ВАК), при Кабинете Министров Республики Казахстан.
В 1993 году защитил докторскую диссертацию в городе Санкт-Петербург по теме: «Клинико-иммунологическое обоснование ранней диагностики и профилактики респираторной интоксикации у рабочих химических и металлургических производств»;
С 1993 по 1997 год — ректор Южно-Казахстанской государственной медицинской академии.
В 1995 году избран член-корреспондентом Академии Наук Республики Казахстан.
С 1997 по 2001 год — ректор Акмолинской государственной медицинской академии.
С 2001 года по настоящее время заведующий кафедрой оториноларингологии НАО «Медицинский университет Астана».
В 2003 году избран Академиком Национальной Академии Наук Республики Казахстан.

## Научная деятельность
Ведущий специалист-оториноларинголог Казахстана, признанный в Казахстане и за рубежом ученый и клиницист.
Автор около 700 научных печатных работ, 5 учебников и учебных пособий по оториноларингологии. Имеет 20 патентов и авторских свидетельств на изобретения. Написал 17 монографий, 4 художественные повести и романы: «Сага о моих современниках» (Изд. «Сары-Арка»,2010), «Святая любовь к медицине» (Изд. «Фолиант», Астана, 2015), «Наследница Соломона» (Алматы, 2018), «Оториноларингология в лицах» (Москва, 2019).
Под его руководством защищено 15 докторских и 38 кандидатских диссертаций и 2 докторов философии PhD (по медицине).
В 2007 году присвоено звание профессора Международного биографического института при Кембриджском университете, вошел в книгу: «Выдающиеся ученые XXI века»;
Действительный член Нью-Йоркской академии наук и международной академии оториноларингологии — Хирургии, Головы и Шеи.
Райс Кажкенович внес неоценимый вклад в развитие оториноларингологии и создал свою большую школу по данной специальности. Научные труды академика Р.К. Тулебаева отличаются глубоким проникновением концепции, богатством материалов и большой эрудицией.

## Награды и звания
- 1983 — Нагрудный знак Министерства здравоохранения СССР «Отличник здравоохранения»;
- 1990 (20 июня) — Медаль «Ветеран труда»;
- 1997 (12 июня) — Нагрудный знак Министерства здравоохранения Республики Казахстан «Отличник здравоохранения»;
- 1998 (17 августа) — Медаль «Астана»;
- 2000 (14 декабря) — Нагрудный знак МОН РК «Отличник образования Республики Казахстан»;
- 2001 (25 января) — Почётная Грамота Министерства здравоохранения Кыргызской Республики (Бишкек);
- 2002 (12 декабря) — Почётная звания «Қазақстанның еңбек сіңірген қайраткері» (Заслуженный деятель Казахстана);
- 2008 — Медаль «10 лет Астане»;
- 2011 — Почётный гражданин Жарминского района;
- 2014 (17 октября) — Медаль «Ветеран труда Казахстана»;
- 2015 (30 ноября) — Нагрудный знак МЗ РК «За вклад в развитие здравоохранения Республики Казахстан»;
- 2016 (15 января) — Орден «Алгыс» Высшей награды Православной Церкви Казахстана;[4][5]
- 2016 (25 марта) — Нагрудный знак МЗ РК «За заслуги в развитии науки Республики Казахстан»;
- 2019 (29 ноября) — Орден «Курмет»;
- 2021 — Орден святителя и врача Луки, архиепископа Крымского (Казахстанский митрополичий округ)[6].

Общественные и ведомственные награды
- 2000 — Почётный профессор Карагандинской государственной медицинской академии (Караганда);
- 2001 — Почётный профессор Казахской Национальной Академии музыки (Астана);
- 2004 (сентябрь) — Награждён золотой медалью имени профессора Н.П.Симановского (Санкт-Петербург);
- 2005 (октябрь) — Почётный профессор МКТУ им. А.Х.Ясауи (Туркестан);
- 2005 (июнь) — Почётный профессор Международного биографического Института Кембриджского университета (Кембридж, Англия);
- 2008 (16 апреля) — Юбилейная медаль «100 лет Российскому обществу Оториноларингологов» (Санкт-Петербург);
- 2011 — Награждён медалью «Гиппократ» (Москва, Россия);
- 2014 (10 октября) — «Заслуженный работник НИИТО»;

## Семья
- супруга Тулебаева Мария Турысбековна, 1953 года, микробиолог.
- Дети: Сын Тулебаев Самир Райсович 1966 года, врач, работает в Бостоне (США). Дочь Абыкаева Гаухар Райсовна 1972 года, врач, работает в бизнесе (город Алматы). Сын Тулебаев Олжас Райсович, 1987 года, окончил МГМИМО, предприниматель.